# Mathieu Jaboulay
Pour les articles homonymes, voir Jaboulay.
Mathieu Jaboulay, né le 5 juillet 1860 à Saint-Genis-Laval et mort le 4 novembre 1913 à Melun, est un chirurgien français qui a apporté une importante contribution à la chirurgie digestive. Il a été le dernier des chirurgiens-major de l'Hôtel-Dieu de Lyon.

## Biographie
Mathieu Jaboulay voit le jour à Saint-Genis-Laval le 5 juillet 1860, fils de Mathieu Jaboulay, menuisier et Étiennette Buy, ouvrière en soie. 

### Études
Il suit les cours de l'école communale puis du pensionnat de la Mulatière. Son goût pour la médecine vient d'une rencontre fortuite avec le médecin de la famille, qui l'amène au service qu'il tient à l'hôpital Sainte-Eugénie, et où le jeune Mathieu se lie d'amitié avec plusieurs internes.
Après des études au petit séminaire de Lyon, il s’oriente vers la médecine et, en 1879, il est nommé externe des Hôpitaux, puis interne deux ans après ; en 1884, il concourt pour le prosectorat et il obtient en 1885, le poste de chef de travaux d’anatomie.
Après avoir passé sa thèse en 1886, il est reçu au concours d’agrégation d’anatomie puis finit par obtenir le titre prestigieux de chirurgien-major de l’Hôtel-Dieu de Lyon,, le 25 novembre 1892. (Il fut le dernier nommé des chirurgiens-major).

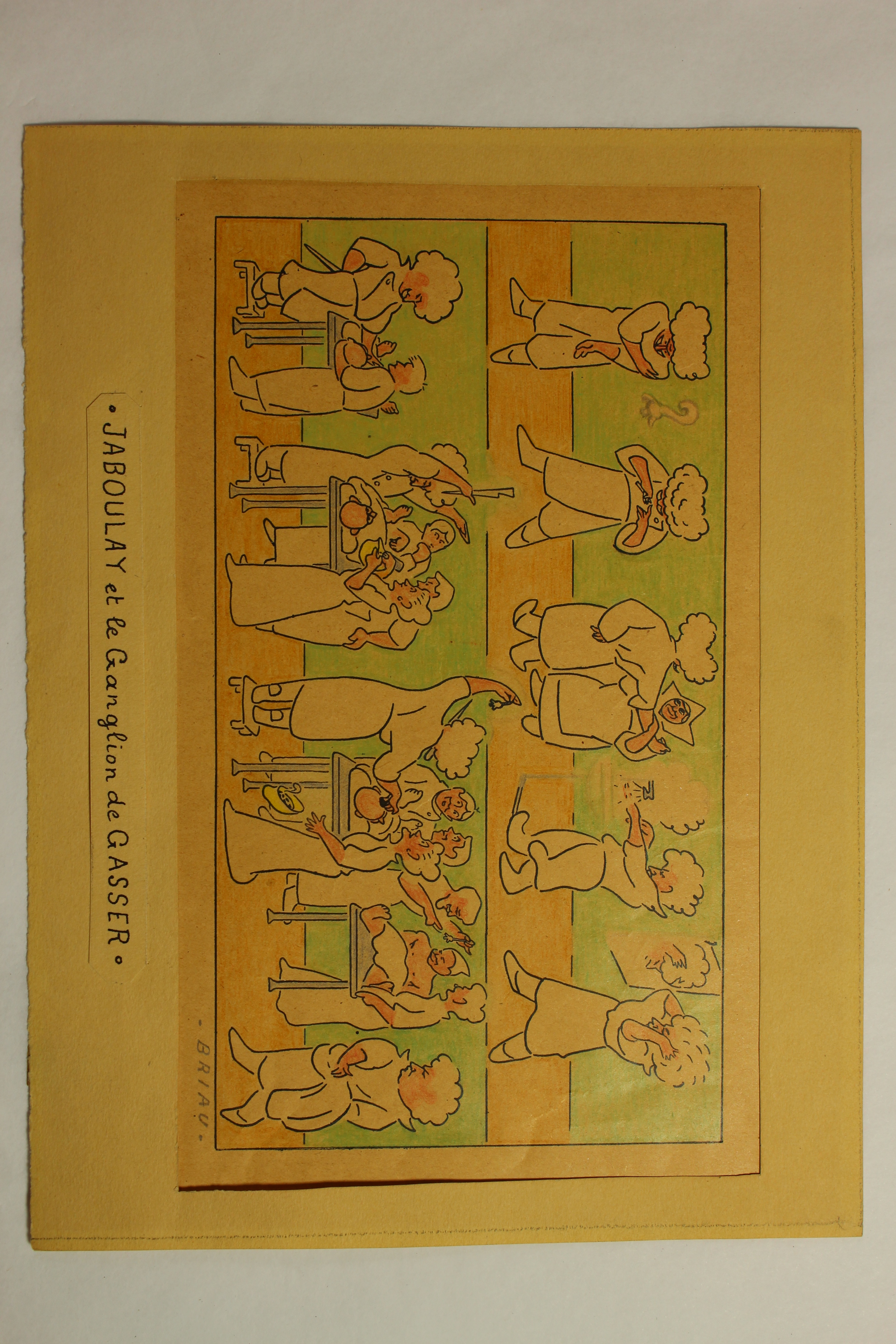
Dessin de Briau du Dr Jaboulay opérant un ganglion de Gasser.

### Premier poste de chirurgien à l'Hôtel-Dieu
Entre 1895 et 1903, son service à l’Hôtel-Dieu lui permet de déployer son talent opératoire. C’est de cette époque que ses élèves gardent l’admiration la plus vive. Dans la notice qu’il donna au Lyon Chirurgical peu de temps après le décès de son maître, le professeur Maurice Patel (1875-1967), professeur à la faculté de Lyon et chirurgien des Hôpitaux, a bien caractérisé Jaboulay comme opérateur : « Avec lui, l’opération paraissait facile, trop facile même. On aimait à le voir aux prises avec des situations périlleuses, avec une opération hardie qu’il venait de concevoir ; chez lui, la rapidité et l’élégance étaient fonction de sa méthode et de sa précision… »

### Carrière médicale
Sa réputation grandit rapidement et on vient le voir opérer de Paris et de l’étranger ; il est le premier à décrire l'opération de la désarticulation intérilio-abdominale ainsi que l’amputation ostéoplastique de pied. Avec ses internes, dont Alexis Carrel, il s’essaie aux transplantations d’organes : il tente, en 1906, la xénogreffe d’un rein de porc puis un rein de chèvre au pli du coude de deux femmes atteintes d'insuffisance rénale : c'est un échec, mais il montre la faisabilité de la technique.
Après le décès de Louis Léopold Ollier, en 1900, la chaire de clinique chirurgicale lui est attribuée.
Les dix dernières années de sa vie sont consacrées à ses travaux sur l’origine du cancer ; il délaisse quelque peu les blocs opératoires, trop passionné par ses recherches.

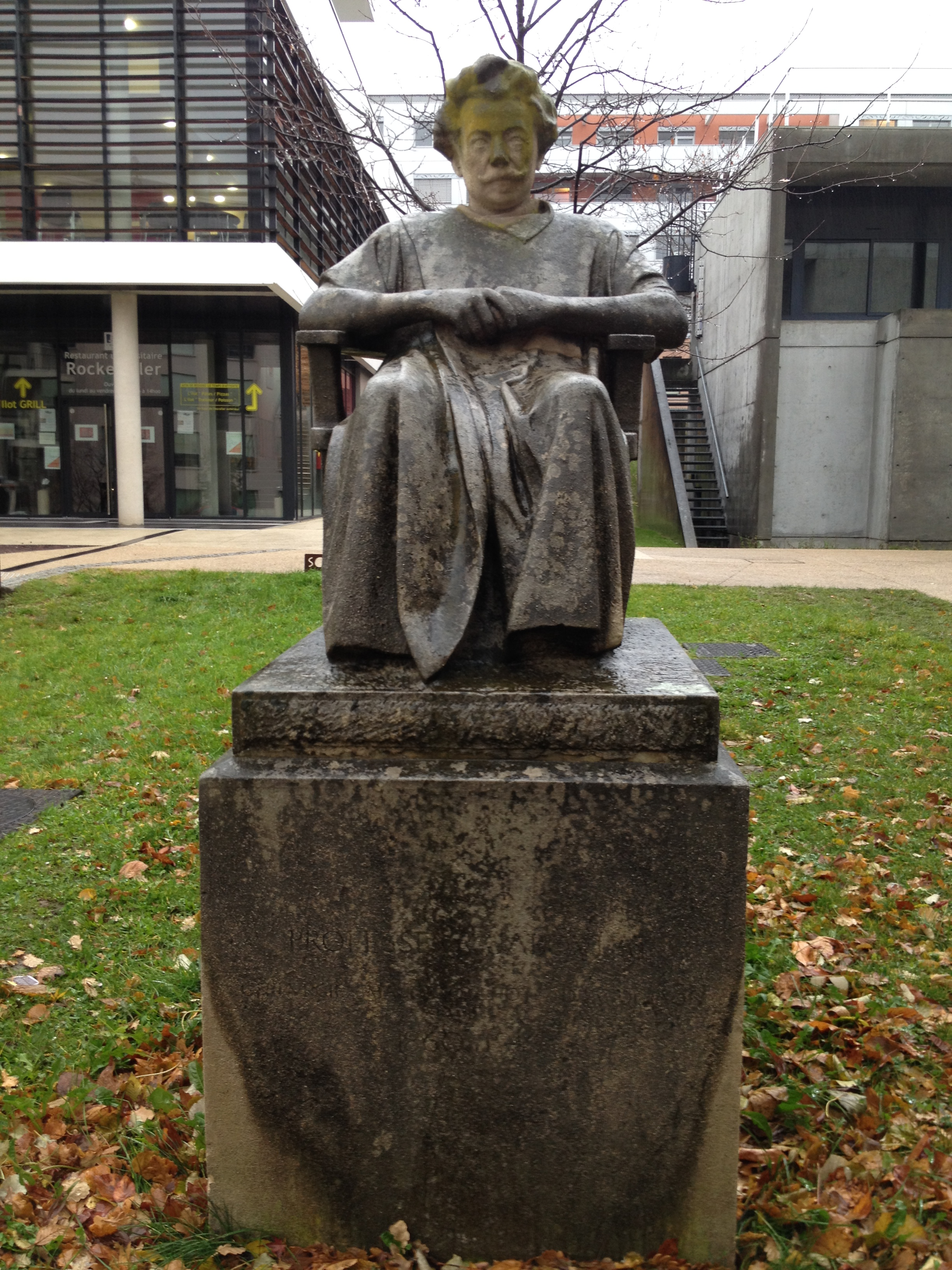
Monument hommage à Mathieu Jaboulay par Jean-Baptiste Larrivé.

Il meurt prématurément dans un accident ferroviaire, le 4 novembre 1913, à Melun, alors qu’il se rendait à Paris pour un jury d’agrégation, et que Jules Grandclément l'accompagnait. Les wagons en bois ayant pris feu, le médecin Alexandre Lacassagne réalise rapidement l’identification de son corps, ce qui permet de rédiger le certificat de décès et d'attribuer dans les délais la chaire de clinique chirurgicale de la faculté de médecine de Lyon à son successeur. Les obsèques sont d’une solennité impressionnante. Un comité se forme pour recueillir les souscriptions, qui affluent, en vue d’ériger un monument à la gloire du disparu. Le monument est confié à Jean-Baptiste Larrivé (Grand prix de Rome en 1904) : la statue est d’abord placée dans le jardin de la faculté de médecine, puis déplacée dans les jardins de la faculté, dans le Quartier de Grange-Blanche.

## Publications
- Adénome du rectum transformé en cancer par une cancérosporidée sur Gallica
- A propos d'un nouveau cas de gastro-entérostomie et de la jéjuno-duodénostomie. - De la Gastro-duodénostomie sur Gallica
- Une sarcosporidie à spores naviculaires dans un cancer du sein sur Gallica
- Le microbe de l'ostéomyélite aiguë : démonstration expérimentale de la présence dans les foyers de l'ostéomyélite prolongée et dans quelques abcès chauds sur Gallica

Jaboulay fait de nombreuses communications aux deux sociétés savantes, la Société nationale de médecine et des sciences médicales de Lyon (dont il fut président) et la Société de chirurgie de Lyon ainsi que de courtes notes pour le Lyon Médical.
Il met au point un procédé original de suture: la suture circulaire éversante, qu'il décrit dans Lyon Médical en 1896.
Ces notes et ses communications ont été réunies par lui-même dans Chirurgie du grand sympathique et du corps thyroïde et Chirurgie des Centres nerveux, des viscères et des membres. Ces deux livres parurent à l’occasion de sa candidature à la chaire de clinique chirurgicale, à la suite du décès d’Ollier.
Ce qui reste de lui, c’est en anatomie ses travaux sur les malformations des membres, c’est en physiologie ses études sur la maladie de Basedow ; il a pris une part importante au développement de la chirurgie cranio-cérébrale, mais surtout, il a donné un grand essor à la chirurgie viscérale, dans les suites du développement des méthodes antiseptiques puis aseptiques.  